# Żywoty świętych

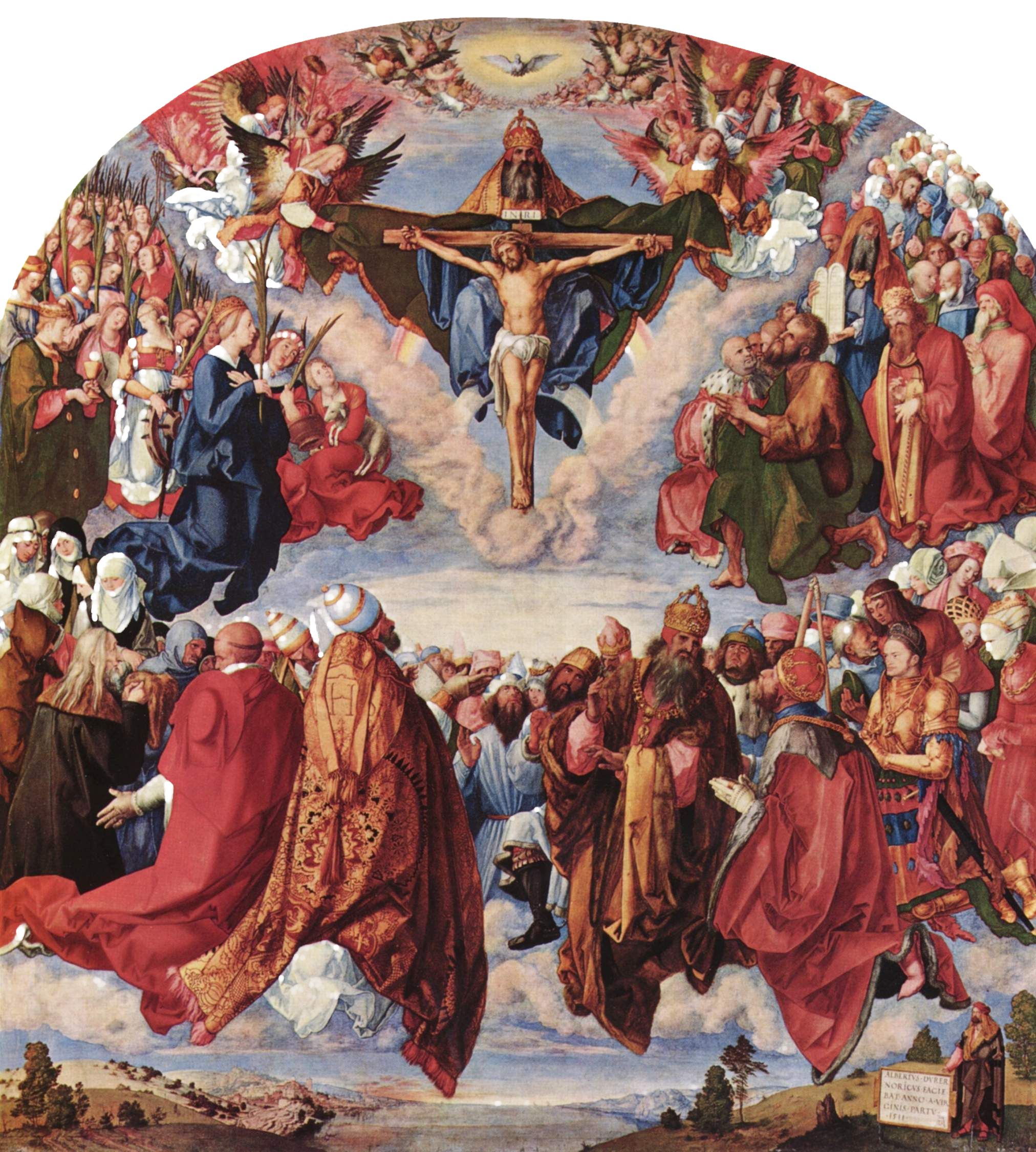
Komunia świętych i archaniołów w Niebie, obraz Albrechta Dürera (1511).

Żywoty świętych – element hagiografii, na który składają się zarówno pisma zawierające anegdoty, elementy narracji, jak i wartościowe opracowania biografistyki, posługujący się panegirykiem, apologią i elegią. Żywotopisarstwo łączy w sobie biografie świętych (Vitae), opisy ich męczeństwa (Acta martyrum, Passiones), informacje o działalności i pośmiertnym kulcie (vita poshuma). Teksty żywotów rozpowszechniały typologię i teologię historii poprzez umoralniające przykłady (Exempla) osób otoczonych kultem w odniesieniu do Biblii.

## Historia
Od czasu pierwszych wyznawców żywoty zawierały informacje o cudach, które uwierzytelniały kult, dowodząc, że święty stał się przyjacielem Boga. Przykładami takiego ujęcia były pisma Atanazego, Hieronima, Sulpicjusza Sewera, a później Grzegorza Wielkiego i Grzegorza z Tours.
Pierwszy i przełomowy w piśmiennictwie o świętych żywot spisał Atanazy Wielki (295–373) około 357 roku. Był to „Żywot Antoniego Pustelnika”. W dziele tym przedstawił ideał życia chrześcijanina (ideał ascety) i nowy wzór świętości, ukazując, iż istnieją różne od męczeństwa drogi do doskonałości. Utwór ten miał wpływ na kulturę, będąc inspiracją m.in. dla H. Bosha, Breughel’a czy Flauberta. Z tradycji zapoczątkowanej przez Vita Antonii wywodzą się greckie żywoty: Symeona Słupnika (pełniejszy i bardziej wiarygodny) i św. Aleksego zredagowany w XI wieku na podstawie bezimiennej wersji z ok. 450 r.
Na kształt żywotopisarstwa znaczny wpływ wywarł też Sulpicjusz Sewer (360–420) swoimi pracami poświęconymi biskupowi Marcinowi z Tours (Martiniana), w których postać przedstawiana była tak, by służyć za wzór, zaś prace nie były przez autora traktowane jako dzieła historyczne. Odbiciem takiego podejścia były późniejsze prace diakona Paulina „Żywot św. Ambrożego”, Possydiusza „Vita S. Augustini” czy nawiązujące stylem do Dziejów Apostolskich Actus Silvestri papae, kreujące postać Konstantyna Wielkiego jako zwolennika powierzającego troskę o Zachód papieżowi Sylwestrowi I.
Obok rzetelnie spisanych przez Bedę Wielebnego (672–735) żywotów, w późniejszym okresie zaczęły się pojawiać przepełnione ogólnikową frazeologią, zmanierowane i pełne retoryki. Nawet w „Dialogach” Grzegorza Wielkiego, wartościowej księdze poświęconej Benedyktowi z Nursji, towarzyszą opowiadania nieposiadające w równym stopniu walorów autentyzmu. Wszystko to sprawia, że od badaczy dorobku średniowiecznej spuścizny wymagana jest ostrożność i krytyczna analiza w celu oddzielenia zniekształceń wynikających ze sposobu przekazywania faktów i wpływów obocznych, np. przez manierę układania biografii w formie wiersza, określonej przez Baudouin’a de Gaiffier’a „pobożną metromanią”, dzielenia na części przeznaczone do czytania w czasie liturgii, zwyczaju zapożyczeń (odróżnianych jednak od późniejszych fałszerstw), a także określanych przez Gremonda jako „Srebrna legenda” dzieł, których inspiracje upatrywane są w pismach wschodnich, oparte na niezweryfikowanych przekazach ustnych, a realizujące cel zbudowania czytelnika.
Od XVI wieku wartość, jak i autorstwo żywotów są przedmiotem sporów.

## Współczesność
Współcześnie (XX i początek XXI wieku) nastąpiło znaczne ożywienie studiów hagiograficznych w Niemczech, Francji, Włoszech, Anglii i Belgii. Sympozja i kolokwia z udziałem wybitnych przedstawicieli nauk historycznych, a także publikacje: Baumeisera, Dolbeau, Festugière’a, Heinzelmanna, Köttinga, Philipparta, Vaucheza, M. Plezia, A. Gieysztora, J. Karwasińskiej, B. Kürbis, J. Strzelczyk, oraz wydanie nowego kalendarza liturgicznego w 1962 roku i zakończenie licznych procesów beatyfikacyjnych i kanonizacyjnych przez Jana Pawła II, wpłynęły na podniesienie poziomu publikacji oświatowych z zakresu żywotopisarstwa.